# Le Rustique
Le Rustique – francuski ser typu camembert, produkowany od 1992 w Dolnej Normandii, w departamencie Orne (miejscowość Pacé).
Miękki ser z pleśniową skórką, wytwarzany z pasteryzowanego mleka krowiego, szczepiony grzybem Penicillium camemberti. Ma zawartość tłuszczu w suchej masie na poziomie 45%, a 21% w gotowym produkcie. Średnia waga sera to 250 g, grubość – 2 cm, średnica – 11 cm. Im bardziej dojrzały, tym jego konsystencja staje się bardziej lejąca. Charakterystyczną cechą tego produktu jest drewniane, okrągłe pudełko, w którym się go dystrybuuje z wizerunkiem konnego wozu mleczarskiego i napisem Fabriqué en Normandie.
Produkt zachowuje wiele walorów smakowych serów z mleka niepasteryzowanego, w których nie ginie flora bakteryjna, mająca decydujący wpływ na smak serów. Do jego konsumpcji polecane są lekkie czerwone wina (np. beaujolais, valpolicella, merlot).